# Vaatvlies
Het vaatvlies of chorioides zorgt voor aan- en afvoer van stoffen voor het oog. Het ligt tussen de sclera (oogrok) en de retina (netvlies).
Aan de voorkant gaat het vaatvlies over in de iris (regenboogvlies).